# إجهاض القصر
توجد العديد من القوانين المطبقة بخصوص إجهاض القاصرات. هذه القوانين تتطلب موافقة الوالدين، أي موافقة أحد الأبوين، أو علمهم قبل إقبال ابنتهم القاصر على إجراء الإجهاض.

## إجهاض القاصرات في القانون

### كندا
في كندا، يخضع الإجهاض للتشريعات الطبية العامة، حيث لا توجد قوانين تنظم الإجهاض. يختلف الأمر حسب المحافظة والمنطقة؛ كما أن تكاليفه ممولة من قبل الحكومة. على الرغم من ذلك لا توجد قيود قانونية على الإجهاض. معظم المرافق الطبية في كندا لا تشارك المعلومات الطبية مع الوالدين دون موافقة الابنة التي تسعى إلى الإجهاض. في عام 1989، قضت المحكمة العليا بأن شريك المرأة (والد الطفل) ليس له الحق في الاعتراض على قرارها بالإجهاض.

### فرنسا
يمكن لفتاة حامل دون سن 18 عاماً أن تطلب الإجهاض دون استشارة والديها أولا، لكنها يجب أن تكون مصحوبة في العيادة بأحد الأشخاص البالغين (من اختيارها). لا يتوجب على هذا البالغ أن يخبر والديها أو أي طرف ثالث عن الإجهاض.

### اليونان
الفتيات تحت سن 18 يجب عليهن الحصول على موافقة خطية من أحد الوالدين أو الوصي قبل أن يسمح لهن بالإجهاض.

### الهند
الفتيات القاصرات تحت 18 عاما يجب عليهن الحصول على موافقة الوالدين. الإجهاض مسموح به بحرية حتى 20 أسبوعا من الحمل. إلا أن الإجهاض بعد 20 أسبوعا غير قانوني، ولكن يجوز للمحكمة أن تأذن لمثل هذا الإجهاض المتأخر في ظروف استثنائية.

### إيطاليا
إذْن الوالدين مطلوب إذا كانت المرأة تحت 18.

### نيوزيلندا
نيوزيلندا ليس لديها قيود إخطار الوالدين لمن ترغبن في الحصول على الإجهاض قبل بلوغ 16 عام.

### النرويج
موافقة الوالدين مطلوبة إذا كانت المرأة تحت 16 سنة من العمر.

### بولندا
موافقة الوالدين مطلوبة دائما إذا كانت المرأة التي تسعى إلى الإجهاض قاصر.

### جنوب أفريقيا
في جنوب أفريقيا، أي امرأة في أي سن يمكنها الحصول على الإجهاض عند الطلب دون إبداء الأسباب إذا كانت حاملا لأقل من 13 أسبوع. إذا كانت تحت سن 18 سيتم نصحها باستشارة والديها، ولكن يمكنها أن تقرر عدم إعلامهم أو استشارتهم إذا اختارت ذلك. بيد أنها يجب عليها إعطاء موافقة مسبقة رسمية، وهذا يعني أنه إذا كانت غير قادرة على فهم عواقب الإجهاض المحتملة، لا يمكنها إعطاء الموافقة دون المساعدة من والديها أو ولي الأمر.

### الولايات المتحدة

خريطة تبين الولايات التي تطلب إخطار الآباء.
إخبار الأبوين أو موافقتهما غير مطلوبة
يجب إخبار أحد الأبوين أولا
يجب إخبار كلا الأبوين أولا
يجب على أحد الأبوين الموافقة أولا
يجب على كلا الأبوين الموافقة أولا
أحد الآباء يجب أن يعطي موافقته وأن يتم إعلامه قبل ذلك
قانون إشعار الوالدين مفروض حالياً
قانون موافقة الوالدين مفروض حالياً

## المناقشة

### موقف الكنيسة الكاثوليكية
في عام 2009 حرم المطران خوسيه كاردوسو سوبرينهو كنسياً الأم والأطباء المسؤولين عن إجراء إجهاض لفتاة في التاسعة من العمر، والتي كانت حاملا في توأم. كانت الفتاة قد أصبحت حاملا بسبب زوج أمها، الذي قد اغتصبها مرارا منذ أن كانت في السادسة من عمرها. أوصى الأطباء بالإجهاض لأنهم اعتقدوا أن صغر عمر الفتاة من شأنه أن يمنعها من ولادة التوأم بأمان. القضية هزت الحكومة البرازيلية وأثارت الاشمئزاز من الرئيس البرازيلي لويس إيناسيو لولا دا سيلفا.
ألقى البابا بنديكتوس السادس عشر في وقت لاحق خطبة مثيرة للجدل في أنغولا حيث أدان جميع أشكال الإجهاض، حتى تلك التي تعتبر علاجية. الإجهاض العلاجي هو عبارة عن عمليات الإجهاض التي عادة ما تتم لإنقاذ حياة الأم، أو أن الجنين قد وجد أن لديه عيب يتعارض مع الحياة.

## وصلات خارجية
مؤيدة
- Why We Need The Child Custody Protection Act– NRLC
- Analyzing the Effect of State Legislation on the Incidence of Abortion Among Minors– Heritage Foundation

معارضة
- Restrictions on Young Women's Access to Abortion– NARAL
- Parenthood.org/news-articles-press/laws-requiring-parental-consent-of-notification-for-minors-abortions.htm Laws Requiring Parental Consent or Notification for Minors' Abortions[وصلة مكسورة]– Planned Parenthood

محايدة
- HealthVote.org– Non-partisan Analysis of California's Proposition 85 (Parental Notification & Waiting Period for Minors' Abortions– November 2006 Election)